# 1998年MTV歐洲音樂大獎
1998年MTV歐洲音樂大獎在義大利米蘭舉行，同時也是第五屆MTV歐洲音樂大獎。

## 表演者
- 聖女合唱團（All Saints）
- 水叮噹
- 巴斯達韻
- 無信念（Faithless）
- Five（英语：5ive）
- 瑪丹娜
- 狂街傳教士
- 普瑞斯（Pras）feat. 天命真女
- 雷姆斯汀
- R.E.M.
- 羅比·威廉斯

## 國際獎項

### 最佳歌曲
- 聖女合唱團 —《Never Ever》
- 雜貨店樂團（Cornershop）—《Brimful Of Asha》
- 娜塔莉·安博莉亞—《Torn》
- 野人花園 —《Truly Madly Deeply》
- 羅比·威廉斯 —《Angels》

### 最佳音樂錄影帶
- 艾費克斯雙胞胎（Aphex Twin）—《Come To Daddy》
- 野獸男孩 —《Intergalactic》
- 鷹眼傑利（Eagle Eye Cherry）—《Save Tonight》
- 垃圾樂團（Garbage）—《Push It》
- 強烈衝擊（Massive Attack）—《Tear Drop》

### 最佳專輯
- 聖女合唱團 —《同名專輯》（All Saints）
- 野獸男孩 —《哈囉 下流》（Hello Nasty）
- 瑪丹娜 —《光芒萬丈》（Ray of Light）
- 強烈衝擊 —《夾層》（Mezzanine）
- 羅比·威廉斯 —《浮華生活》（Life Thru A Lens）

### 最佳女歌手
- 瑪麗亞·凱莉
- 席琳·狄翁
- 娜塔莉·安博莉亞
- 珍娜·傑克遜
- 瑪丹娜

### 最佳男歌手
- 鷹眼傑利
- 吹牛老爹
- 瑞奇·馬汀
- 威爾·史密斯
- 羅比·威廉斯

### 最佳團體
- 聖女合唱團
- 新好男孩
- 野獸男孩
- 垃圾樂團
- 辣妹合唱團

### 最佳新人
- 聖女合唱團
- 水叮噹
- 鷹眼傑利
- Five（英语：5ive）
- 娜塔莉·安博莉亞

### 最佳流行藝人
- 水叮噹
- 新好男孩
- 男孩特區
- Five（英语：5ive）
- 辣妹合唱團

### 最佳舞曲藝人
- 達瑞歐基（Dario G）
- 無信念
- 瑪丹娜
- 超凡樂團
- 流線胖小子（Fatboy Slim）

### 最佳搖滾藝人
- 史密斯飛船
- 垃圾樂團
- 瑪莉蓮·曼森
- 雷姆斯汀
- 非凡人物樂團

### 最佳嘻哈藝人
- 野獸男孩
- 吹牛老爹
- 蜜西艾莉特（Missy Elliott）
- 普瑞斯（Pras）
- 巴斯達韻

## 地區獎項

### 最佳英國及愛爾蘭藝人
- Five（英语：5ive）

### 最佳德國藝人
- Thomas D（英语：Thomas D） - 法蘭卡·波坦特

### 最佳北歐藝人
- 鷹眼傑利

### 最佳南歐藝人
- Bluvertigo（英语：Bluvertigo）

## 解放心靈大獎
- B92（英语：B92）（塞爾維亞獨立廣播電台）